# جان ميشال جار

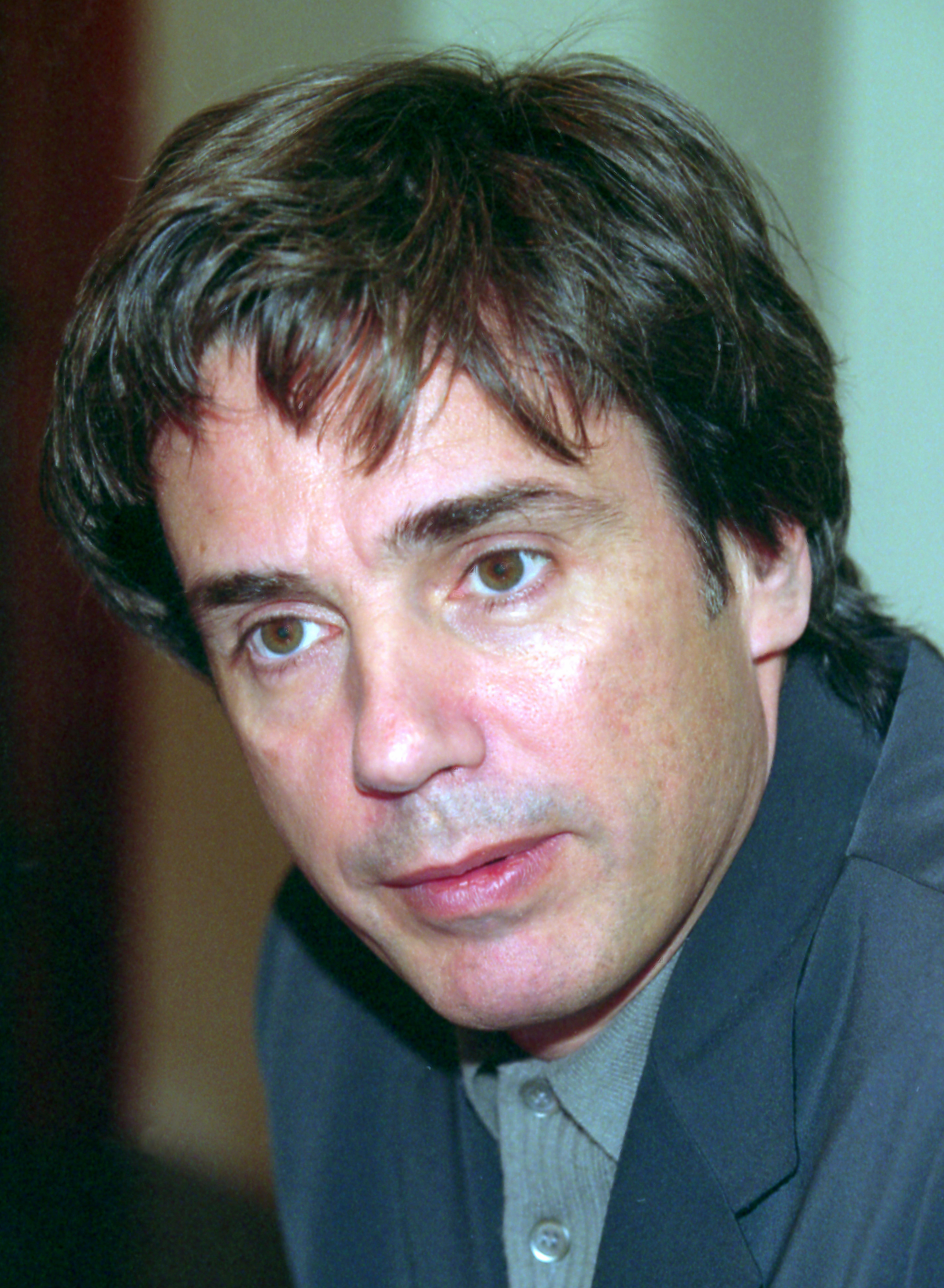
جون ميشال جار

جون ميشال جار (بالفرنسية: Jean Michel Jarre) (24 أغسطس 1948 في ليون) هو موسيقي فرنسي يعزف الموسيقى الإلكترونية. قدم إحدى حفلاته القلائل بالشرق الأوسط في مصر في منطقة الأهرامات في احتفالية هامة بمشاركة البريطانية مغربية الأصل نتاشا أطلس. كذلك قدم حفلة أخرى في المغرب، يذكر أن ميشال جار سفير للنوايا الحسنة لدى اليونسكو

## نشأته
1948-1970 : سنواته المبكرة
ولد ميشال جار في 24 أغسطس عام 1948 بمدينة ليون لأب موسيقي أيضا هو موريس جار، قبل أن يصل أربع سنوات تم الطلاق بين والديه، وبعد وقت قصير بدأ والده عمله كملحن لموسيقى الأفلام في هوليوود. في سن الخامسة بدأ جون ميشال العزف على آلة البيانو، صدر له أول ألبوم عام 1976 تحت عنوان أوكسيجين.

## فلسفته
يعتمد جون ميشيل جار غالباً إدخال العروض المرئية في إقامة حفلاته كعروض الليزر والبروجيكتور .

## وصلات خارجية
- جان ميشال جار على موقع IMDb (الإنجليزية)
- جان ميشال جار على موقع روتن توميتوز (الإنجليزية)
- جان ميشال جار على موقع مونزينجر (الألمانية)
- جان ميشال جار على موقع ألو سيني (الفرنسية)
- جان ميشال جار على موقع ميوزك برينز (الإنجليزية)
- جان ميشال جار على موقع إن إن دي بي (الإنجليزية)
- جان ميشال جار على موقع أول ميوزيك (الإنجليزية)
- جان ميشال جار على موقع ديسكوغز (الإنجليزية)
- جان ميشال جار على موقع قاعدة بيانات الفيلم (الإنجليزية)
- جان ميشال جار على موقع ليتربوكسد (الإنجليزية)
- موقع جان ميشال جار